# Jim & Andy: The Great Beyond - Featuring a Very Special, Contractually Obligated Mention of Tony Clifton
Jim & Andy: The Great Beyond - Featuring a Very Special, Contractually Obligated Mention of Tony Clifton, conosciuto anche come Jim & Andy: The Great Beyond - The Story of Jim Carrey, Andy Kaufman and Tony Clifton, è un documentario biografico del 2017 diretto da Chris Smith sull'attore Jim Carrey, presentato alla 74ª Mostra internazionale d'arte cinematografica di Venezia e al Toronto International Film Festival, e distribuito da Netflix.

## Trama
Il documentario mostra il making of di Man on the Moon, film del 1999 diretto da Miloš Forman sulla vita del comico statunitense Andy Kaufman, che era stato interpretato da Jim Carrey. Nel documentario Carrey racconta di come sia passato da essere fan di Kaufman ad interpretare la sua vita sul grande schermo, riprendendone i comportamenti. Sul set era stato costantemente ripreso dalle telecamere e il documentario mostra i comportamenti prima e dopo le riprese. Jim Carrey espone se stesso e i suoi pensieri tra vita privata e carriera.

## Distribuzione
Il film è stato presentato in anteprima al Festival del Cinema di Venezia nel settembre 2017. In seguito, il servizio di streaming Netflix ha acquisito i diritti di distribuzione del film dopo una proiezione al Toronto Film Festival. Il film è stato rilasciato il 17 novembre 2017.

## Accoglienza

### Critica
Nel sito web di aggregazione di recensioni Rotten Tomatoes, il film ha un punteggio di approvazione del 92% basato su 51 recensioni, con un punteggio medio di 7,7 su 10. Metacritic, un altro aggregatore di recensioni, ha assegnato al film un punteggio medio ponderato di 77 su 100, basato su 15 critiche, che indica "recensioni generalmente favorevoli".
Nella recensione del Guardian, il film è stato premiato con 4 stelle su 5. Sebbene il critico ritenesse che il regista Chris Smith non fosse riuscito a creare «tutti gli elementi di un'inchiesta sulla follia dietro la fama, l'arte, le prestazioni e il problema di quando uno scherzo è andato "troppo lontano"», era ancora «estremamente guardabile» ed è stato « meravigliosamente divertente».